# Les Fils de Marie
Pour plus de détails, voir Fiche technique et Distribution.
Les Fils de Marie est un film franco-canadien réalisé par Carole Laure et sorti en 2002.

## Synopsis
Marie a perdu son fils de quinze ans dans un accident de voiture. Un an après, elle passe une petite annonce pour trouver un enfant qui n'aurait plus de mère, et tente de reconstruire sa vie.

## Fiche technique
- Titre anglais : Marie's Sons
- Réalisation : Carole Laure
- Scénario : Carole Laure et Pascal Arnold
- Production : Canal+, Centre National de la Cinématographie (CNC), Flach Film
- Photographie : Pascal Arnold
- Musique : Jeff Fisher
- Montage : Hugo Caruana
- Durée : 100 minutes
- Dates de sortie: 
  - 19 mai 2002 (Festival de Cannes)
  - 31 janvier 2003 (Québec)
  - 30 mars 2003 (France)

## Distribution
- Carole Laure : Marie
- Jean-Marc Barr : Paul
- Félix-Guy Lajeunesse : Martin
- Danny Gilmore : Alex
- Daniel Desjardins : Victor